# Мегалити в България
Mегалитите в България са съвкупността от праисторически масивни каменни градежи, идентифицирани на територията на страната.
В отсъствие на точно, общоприето определение за мегалитен паметник, в обхвата ѝ попадат едни или други обекти. Предполага се, че мегалитната култура в Европа се е разпространявала чрез копиране, по-скоро отколкото носена от специфични племена. Датировката на мегалитните паметници е най-често косвена, така че съществува голяма неопределеност при нейното установяване. Мегалитните паметници се появяват в края на неолита и създаването им продължава през Бронзова епоха, до началото на Желязна епоха, като датирането на мегалитните обекти в България е спорно и в много случаи липсват изследвания относно датировката. Проучването на мегалитните паметници в България започва с теренните проучвания края на XIX век и от началото на ХХ век в обходите на българските старини – осъществени от братя Херман и Карел Шкорпил.

## Общи характеристики
Мегалитите имат свое място в една предполагаема еволюционна последователност на скално-култовата култура. В своя по-стар слой тя се изразява в почитане на специфични готови природни скални форми, а по-късно се насочва към създаване на своеобразни паметници. Първоначално тази култура издълбава скалите с помощта на по-твърди кремъчни или бронзови оръдия на труда – резултат от което са т.нар. „скално-изсечени паметници“. Впоследствие на много места се появяват самостоятелни градежи от огромни и грубо отцепени или одялани скални блокове във вид на стълбове или плочи.
Исторически процесът обхваща повече от четири хилядолетия, при което различни заселници са променяли намереното и са изграждали нови мегалитни паметници. Предполага се, че за същинските мегалити – долмените, които са характерни за Югоизточна България – основно на територията на Югоизточните Родопи, (Странджа и Сакар), особена роля имат траките, чиято поява се датира в широки граници около края на III хил. пр. Хр., но дори и тази концепция е твърде хипотетична, защото не са били провеждани изследвания относно вероятното пре-използване на долмените в късната Желязна епоха. Учените смятат, че траките преизползват тези съоръжения в по-късните епохи, и че след Бронзовата епоха се осъществява завършека на скално-култовата култура, чието начало обаче е неизвестно.
Сакар, Странджа, Родопите и Сърнена Средна гора са най-богатата на Балканския полуостров зона с мегалитни и скално-изсечени паметници описвани най-често с датирането от Неолита, Халколита и Желязна епоха. Въпреки че малка част от тях са изследвани изцяло, значителна част са описани и картотекирани от „Националния археологически институт и музей към БАН“ на териториите на общините в областите Кърджали, Хасково, Благоевград, Пловдив, Пазарджик, Смолян и Благоевград.

### Терминология и класификация
Най-типичните мегалитни обекти са менхирите и долмените. Скално-изсечените паметници са се появили малко по-рано и се развиват успоредно с тези същински мегалитни паметници. По-близки са т.нар. циклопски градежи, включващи относително големи каменни блокове, които са слабо обработени – при оформяне на стени или основи на сгради от тях е отнето минимално количество материал. Известни са и разнообразни смесени форми.
Причисляването на скалното-изсечените паметници и някои трудно различими от тях природни забележителности към мегалитите се основава на едно съвсем буквално разбиране за мегалит като „голям камък“. Датиращото описанието дотракийски или предтракийски косвено препраща към етническата култура на Стародунавската цивилизация, за каквато при ранните паметници липсват писмени сведения. Въпреки това, тази по-скоро остаряла терминология продължава да се използва. Чуждици като менхир, долмен, кромлех са навлезли в ежедневната реч чрез научната литература, докато в местните описания названията са от типа „змейови дупки“, „хамбарчета“, „параклиси“, „долапчета“ и „побити камъни“. Местните названията най-често препращат към фолклора и народните легенди от много по-късни времена.
Според геоложките и минераложките изследвания проведени от проф.Руслан И. Костов долмените са разположени главно и предимно в райони от кварц-съдържащи интрузивни скали и рамката им от метаморфни скали (гранит; гнайс – най-вече на територията на Сакар и Странджа) заедно с интензивни минерализации от бял безруден кварц (използван в късове често в градежите за украса), докато скално-издълбаните структурни форми се срещат предимно в райони с вулкански и седиментен произход (напр. Източни Родопи без най-южната им част). Там където има долмени няма трапецовидни скални ниши или други скално-издълбани архитектурни паметници и обратното. Следователно мегалитната култура е свързана с геолого-минераложкия, а не с геоморфоложкия фактор, като териториите на разпространение на скално-градивните и скално-издълбаните (скално-изсечените) паметници се отличават. Тази закономерност и обща тенденция се наблюдава и утвърждава още и в други известни страни с разпространение на мегалити в Европа като Великобритания, Франция, Испания и Португалия, както и на други континенти.

### Датиране
На този етап българските учени приемат, че както на територията на цяла Европа, така и в България, по време на Неолита и Бронзова епоха в редица райони на страната и на Балканите като цяло местните обитатели създават скално-култова култура. В своя по-стар слой тя се изразява в почитане на специфични готови природни скални форми, а по-късно се насочва към създаване на своеобразни паметници. Първоначално тази култура издълбава скалите с помощта на по-твърди кремъчни или бронзови оръдия на труда – резултат от което са т.нар. „скално-изсечени паметници“. Впоследствие на много места се появяват самостоятелни градежи от огромни и грубо отцепени или одялани скални блокове във вид на стълбове или плочи.
Според проф.Ана Радунчева голяма част от скалните светилища в Родопите са създадени и функционират активно още през VII-VI хил. пр.н.е., а цялостната светилищна система се създава през втората половина на Енеолита (през V – ІV хил. пр. н.е.) или повече от две хилядолетия преди древнотракийските племена да заселят днешните български земи.
Според нея скалните светилища в Източните Родопи са били част от огромен свещен комплекс, подчинен на духовната същност на праисторическия човек, която е дала своя своеобразен принос за духовното израстване на всички ранни култури. Откритата керамика и артефакти в скалните ниши и светилищата, показват произход от различни части на Балканския полуостров, даже и от северните части на полуострова отвъд река Дунав. Според Радунчева светилищната система в най-ниската си част е била култов център (без аналог в Европа), който се е състоял от 32 храма, посветени на различни богове.

### Изследователи
Пионери в изучаването и изследването на мегалитните паметници по днешните български територии са чешките изследователи братята Херман и Карел Шкорпил, както и геологът-минералог проф. Георги Бончев в началото на XX век. Учените работили по изучаването на мегалитите в България определят обектите на тази култура като „прото“ или „древнотракийски мегалитни паметници“. Първите научни анализи на обектите на мегалитната култура по българските земи са дело на проф. Богдан Филов, доц.Васил Миков, Петър Делев, Иван Панайотов, проф. Иван Венедиков, проф. Александър Фол, проф.Мечислав Домарадски и проф. Димитрина Митова-Джонова. Сред следващото поколение учени, които осъществяват нови изследвания по темата са имената на: проф. Валерия Фол, проф. Иван Маразов, проф. Ана Радунчева,доц. Стефанка Иванова, Георги Кулов, Даниела Агре, Георги Нехризов, проф.Иван Христов, проф. Васил Марков Марков, Алексей Гоцев, доц. Любомир Цонев, Тошо Спиридонов, Константинос Марицас, които активно работят за картотекирането, изучаването и анализирането на мегалитните обекти.

### Интерпретации
Все още няма общоприет и категорично доказана теория или хипотеза за същността и предназначението на мегалитните паметници на територията на България. Те принадлежат на епоха, за която науката не разполага с писмени извори. Съществуват много предположения за предназначението им, като археолозите и историците се позовават главно на натрупаните знания за култовото строителство от по-късните времена. Изказвани са различни хипотези, които не са общовалидни. Смисълът, влаган в мегалитните съоръжения от техните строители и съвременници е неизяснен. Мегалитите са създавани в продължение на четири хилядолетия в един огромен район из цяла Евразия. Трудно може да твърди, че са създавани с една и съща цел толкова дълго време, от толкова различни човешки общности на такива откъснати една от друга територии. Твърде вероятно е замисълът да е варирал в пространството и времето. Постоянен остава само архитектурният подход в градежа, постановката на строителната задача и основните начини за решаването ѝ.
Голямата древност на обектите и отсъствието на каквито и да е писмени данни, а също така и прекалено големият времеви интервал и широкият географски обхват, където се срещат паметниците са сериозна пречка пред категоризирането на предназначението на мегалитите. Твърде възможно е предназначението на мегалитите да се е променяло във времето и мястото. Според преданията, легендите и вярванията на древните траки, тези светилища са имали силата да пречистват и дават нови сили. Все още няма научен консенсус относно създателите на голяма част от тези обекти. Със сигурност се знае, че на територията на България повечето подобни обекти са били сакрални места за древнотракийските племена и на тях са се изпълнявали последователно религиозни ритуали и обреди.
Изказани са хипотези, че са астрономически обсерватории. Посредством научни изследвания е потвърдено, че са имали такива черти, които обаче не се наблюдават при всички обекти. Съществуват и хипотези, че са възпоменателни съоръжения за предците и техни гробници. Предназначението им може да е било такова, но това не може да се потвърди универсално. Съществуват доказателства за мегалитни градежи, при които има следи от погребения. Трудно е обаче да се докаже, че погребението е съвременно на мегалитния градеж и че съоръжението е изградено с такава цел.
Без съмнение мегалитите са обслужвали духовната сфера на обществото. Това не са градежи с битов (обиталища), военен (укрепления) или производствен (работилници) характер.

## Опазване и консервация
В края на ХIХ век българският геолог-минералог Георги Бончев и чешкият му колега археолог Карел Шкорпил изброяват в новоосвободената България почти 600 долмена. От тях към 100 били само в областта на Сакар планина, а през 1970 г., в регистрите на Ямболският археологически музей фигурират едва 20 долмена на територията на Сакар планина.
Още през 1901 г. Георги Бончев съобщава, че почти всички долмени са много разрушени или почти напълно унищожени. Подтик за разрушение са дали удобният им за всяка работа каменен материал, положението им сред обработваемите земеделски земи и иманярството. Каменният материал за много кладенци, мостове, дворни огради в селата на Странджа планина, в чиито землища се намират долмени, е добит от мегалитните паметници.
Двадесет и четири години по-късно, през 1925 г. Карел Шкорпил описва подробно долмените, които посещава, защото според него много от тях са изложени на разрушение и скоро ще изчезнат, ако не им се издейства законна охрана. Той пише, че в планинския ъгъл между р. Ропотамо и Черноморския бряг около с.Ченгер се намират долмени, повечето в групи; много от които са почти напълно унищожени след Руско-Турската Освободителната война.
Карел Шкорпил съобщава в своите трудове за т.нар. „Изгубена долменна гробница“, която е почти разрушена, а по-късно вероятно напълно е превърната в строителен материал. Шкорпил не е описал ясно местоположението ѝ, но е сигурно, че се е намирала някъде в района между селата Белеврен, Кирово и Граничар.
Шкорпил, който е автор на първото и единствено обстойно проучване на странджанските долмени публикува описания и планове на 80 долмена в българската част на Странджа. Не малка част от описаните от него обекти впоследствие са унищожени, а почти всички са претърпели разрушения.
Петдесет години след публикациите на Шкорпил, Димитър Пеев, съобщава през 1975 г., че са събрани сведения през 1969 г. от Окръжния исторически музей в Ямбол за тогавашното състояние на долмените в районите на селата Хлябово, Сакарци и Българска поляна, област Ямбол. Голяма част от долмените в този район са унищожени. По данни на Георги Бончев и братя Шкорпил, че в землището на с. Хлябово е имало 95 долмена, а в Ямболския музей през 1969 г. са събрани сведения едва за 7 долмена.
Mегалитни светилища „Митровица“ и „Острец“, намиращи се на територията на Западните Родопи, са напълно унищожени при иманярски инвазии след 2004 г. Научната експедиция от ЮЗУ „Неофит Рилски“ единствено успява да установи посредством теренни проучвания култовия характер на светилищата.
На територията на България са открити и картотекирани около 200 менхира – самостоятелни или в комбинации. Голяма част от тях са съборени, счупени или са били премествани.
В България по общински проекти се поставят спорадично указателни табели за някои обекти, напр. в Бегликташ на Маслен нос или в община Харманли, но липсва целенасочена държавна, общинска или фирмена туристическа политика за поддържане, експониране и реклама на обектите. Повечето усилия за информационни кампании, инициативи и реклама на мегалитите като туристически атрактивни обекти се предприемат от ентусиасти по места и при това с техни лични средства, без подкрепа от общинските власти или от туристически фирми.

## География на Мегалитите

### Мегалити в област Благоевград
На територията на област Благоевград са съсредоточени едни от най-мащабните мегалитни светилища. Между 2001 и 2011 г. са организирани няколко научни експедиции по проекти на ЮЗУ „Неофит Рилски“, Благоевград – „Културно-историческо наследство от земите на тракийските сатри“, „Древнотракийски светилища от Западните Родопи“, „Тракийски светилища от Западните Родопи“ (разпределен в два етапа). В експедициите участват проф.Васил Марков, доц.Алексей Гоцев, Ангел Янков, Михаил Ваклинов, докторанти и студенти от Студентския научноизследователски клуб за древни култури при специалност „Културология“ в Югозападния университет – Благоевград, както и студенти от НБУ – София. В последния етап в проучванията се включват и археоастрономите д-р Алексей Стоев – Държавна обсерватория „Юрий Гагарин“ – гр.Стара Загора и д-р Пенка Мъглова – „Институт за изследване на слънцето и земята“ при БАН.
По време не горепосочените експедиции са осъществени множество теренни проучвания, които регистрират и документират много археологически обекти на територията на област Благоевград. Сред най-значимите обекти съсредоточени на територията на тази област са:
Мегалитното светилище разположено в подножието на Царев връх, Рила планина. Проф. Васил Марков интерпретира обекта като „древнотракийският първообраз“ на Рилския манастир, но предположението му не е подкрепено със солидни научни доказателства. Mегалитното светилище е регистрирано през 2006 г. от научна експедиция на ЮЗУ „Неофит Рилски“ и е едно от най-мащабните на територията на България.Археоастрономическите изследвания, извършени на обекта от д-р Алексей Стоев и д-р Пенка Мъглова установяват, че обекта вероятно е ползван за календарно съоръжение, служещо за установяването на деня на лятното слънцестоене.
Мегалитно светилище Градището, (край село Долно Дряново) датира отпреди 7000 години (изградено е през късния Халколит) – според изследванията на доц.Красимир Лещаков обектът е по-древен от Перперикон и представлява едно от най-старите и мащабни светилища в Югоизточна Европа. Площта му е 500 декара и се състои предимно от зооморфни и антропоморфни скални масиви.
На територията на Област Благоевград са разположени няколко светилища интерпретирани като „живи тракийски светилища“ – такива при които се извършват ритуали, за които се предполага, че са предхристиянски и значително древни. Скалното светилище в местността Скрибина край село Крибул е едно от най-известните „живи светилища“ на територията на България. Арката на светилището е пробита високо в естествената скала разположена в дъбова горичка, цялата осеяна с изоставени дрехи на хора преминали през ритуалът практикуван тук.  Обредните лечебни практики в Скрибина се извършват от българо-мохамеданите.
Предполага се, че скалното светилище в местността Цареви порти е било аналогично на светилищата при село Долно Дряново, село Крибул и село Бачево. Скалната арка е изсечена високо в естествената скала, като от юг, подобно на Скрибина (край село Крибул), се наблюдава голяма и хорстово разположена площадка, с множество следи от култови действия – фрагментирана керамика, най-ранната датираща от Желязната епоха, а най-късната – от втората половина на I хил. пр. Хр.
Екип ръководен от проф. Васил Марков регистрира край р.Вищерица в Западните Родопи разположено в два центъра – при скалистия връх с форма на пирамида и при реката, където са били съсредоточени култовите действия в забележителното скално светилище „Кара кая“. Скалните изсичания при върха са с кръгла и сърцевидна форма. На брега на река Вищерица е разположен огромен скален олтар, грубо оформен като риба, както и каменна арка. И двата мегалитни паметника са маркирани с кръгли скални изсичания.
В западното и югозападно подножие на най-високия връх на хребета Дъбраш – Беслет, са съсредоточени още четири големи мегалитни светилища – Кара таш, Али алан, Селанов бук и Кози камък.
Мегалитното светилище Селанов бук се намира в непосредствена близост до тракийско и късноантично селище в местността Старото водно стопанство, в поречието на р. Вищерица. Сакрализирана е естествена скална „гъба“, която отдолу цялата е „надупчена“ от кръгли, елипсовидни и правоъгълни ниши – резултат от естествена ерозия. На североизток нишата е пробита и преминава в скална арка, над която отгоре се „излива“ широк канал, изтичащ от скално-изсечен басейн.
В междуречието на р.Места и р.Вищерица от експедициите ръководени от проф.Васил Марков са регистрирани множество мегалитни паметници. Сред тях най-значимо е скалното светилище Митровица, разположено върху скален връх, непосредствено извисяващ се над източния бряг на река Места при едноименното село. Светилището е изградено на няколко нива и е многостъпално. Култовите площадки се надграждат във височина. Върху предпоследната площадка в наши дни е разположено черковището „Св. Димитър“ – Митровица, наследило древнотракийския култов паметник и почитано до днес. В ниската си част – в местността Падала сакрализираната територия е имала и архитектурна част, която е била обект на иманярска инвазия и е със значителни разрушения. Около значителна по размерите си каменна могила, служеща за жертвеник се развиват неголеми архитектурни комплекси.
В съседство от юг, върху най-добре изявения конусовиден връх в тази част на Западните Родопи – Острец, екипът на проф. Марков регистрира друг значим култов обект – добре заравнена елипсовидна площадка и следи от архитектурни градежи датиращи от пред Римската епоха и късната Античност.
През 2009 г. са проведени археологически проучвания организирани от Исторически музей Велинград върху най-високата част на върха, оградена с каменна стена в отделни участъци. В северозападния край на светилището е засечен малък участък от вероятно по-ранна стена, ориентирана изток-запад. Тук е открит и железен жезъл, завършващ с две змийски глави. Змията, независимо от връзката и с други божества, се приема за без-спорен символ на родения от Зевс и Персефона Дионис-Сабазий. 
Скалното светилище Света Амина се намира в района на Средна Струма в близост до землището на село Мечкул и също е едно от мащабните археологически обекти на територията на Област Благоевград. Обектът не е бил предмет задълбочено археологическо проучване, поради което е трудно да се направи пълна и точна характеристика на култовото място. Вероятно мястото е било част от голям скално-култов комплекс, който жителите на местните села наричат „каменния град“.
Според преданията за култовото място Александър Македонски е посетил светилището и жрицата тук му е предрекла, че ще стане „владетел на света“; друга легенда свързана с мегалитното светилище е за наличието на голям харман, който е бил постлан с бакърена плоча. Много е вероятно харманът да е играл важна роля като календарно пособие.
Сред все още неизследваните мегалитни обекти на територията на Област Благоевград са разположените в местностите Турица, Удево, Бръбрите край град Якоруда. В древността през селището е минавал стар римски път, свързващ античният Филипополис и долината на река Марица с един от главните пътища на Римската империя – Виа Егнация. За това свидетелстват останките на двете крепостите Калята (разположена непосредствено под съвременния град) и Градището – край бреговете на река Черна Места и развалините на тракийското светилище при връх Бабечка чука. Голяма част от скалните масиви в района на Якоруда са осеяни с ритуални издълбавания и жертвеници, вероятно използвани за жертвоприношения и възлияния. В местността Турица са разположени няколко кромлеха, почти изцяло потънали в земята, представляващи система от подредени в два кръга (вписани един в друг) и побити камъни (менхири). В съседната местност Бръбрите е локализиран мегалитен къс, на който е издълбан т.нар. „Царският трон“. Малко преди местността Бръбрите, в местността Удевото, върху друг заоблен мегалитен къс е издълбана ямка във формата на сърце.
На баир в местността Светица близо до село Юруково е регистриран менхир, висок около 8 m оформен още в древността като своеобразен мегалитен фалос. Преданието, което местните жители пазят за обекта, е, че на мястото са водени жени от всички краища на света, които са имали репродуктивни проблеми.

### Мегалити в област Бургас
Култовият комплекс в местността „Мишкова нива“ се намира южно от Малко Търново, в граничната зона зад кльона. Според проф. Валерия Фол светилището е пример за регионалната архитектура на куполни гробници и светилища на територията на Странджа, която се различава от тази от Долината на тракийските владетели или от Археологическия резерват Сборяново. Мишкова нива е свидетелство за своеобразната връзка между мегалитната култура и по-късната тракийска архитектура, свързана със сакралните паметници. (Шатровите куполи на гробницата в м. Пропада и храмът светилище в м. Мишкова нива са датирани към ІV в. пр. Хр. Те имат уникална за цяла Древна Тракия конструкция – куполите им са сглобени по способът познат при по-ранните мегалитни паметници – т.е. не са зидани, няма хоросанова спойка.)
Това е единствения паметник, който показва и ролята на свещената вода при такива паметници, които са и за посвещение и за пречистване. Паметникът е играл и ролята на хероон. Писмените старогръцки извори свидетелстват, че се изпълняват ритуали по пречистване, но в Мишкова нива са съхранени тези корита, в които е била свещената вода за пречистване. 
Бегликташ или Беглик Таш е древно тракийско мегалитно светилище, разположено на Българското Черноморие. Светилището е отворено за посетители през 2003 година. Култовото място се намира в близост до руините на предполагаемия древен град Ранули, в околностите на резерват Ропотамо. В централната част на светилището е разположен кръг от огромни камъни, положени върху скалиста повърхност, в средата на поляна. Според Цоня Дражева (ръководител на археологическото проучване на обекта), древнотракийското племе Скримяни са обожествявали местността, принасяли са дарове и я превръщат в своеобразен храм. В течение на времето се изграждат жилища за обслужващите храма (жреците), като върху голата дотогава скала започват да пренасят огромни камъни от околността.
Запазените сакрални елементи карат учените да смятат, че светилището е реализация на универсалния модел на вярата, свързана с почитането на Бога Слънце и Богинята Майка. Обредите на тракийския орфизъм ясно личат и в своеобразния лабиринт от монолити в североизточната част на Бегликташ. 
В района на Бегликташ са локализирани повече от петнадесет на брой неизследвани долмени от Ранножелязната епоха (X-VI век пр. Хр.).
Мегалитното съоръжение Марковият камък край село Долно Ябълково е датирано от XII – VII в. пр. Хр. Мегалитният валун е висок осем метра, а диаметърът му е девет метра. В плоските скали под него са изсечени каменни ниши. Изградена е малка стълба, която води нагоре към върха на камъка. Гледан от западната част, мегалитът прилича на един от основните колоси в светилището Бегликташ. Монолитът е закрепен върху други две скали, като в свободното пространство между двете повърхности е образуван процеп играещ ролята на своеобразно провирало.
В наши дни мястото често се посещава от жени, които имат репродуктивни проблеми и вярват, че „богородичният“ скален отломък лекува безплодие.
Долмените край село Граничар са разположени в местността Капаците зад граничните заграждения на около 500 m от последните къщи на селото. Към 2009 г. са регистрирани седем долмена, три от които са напълно запазени. На територията на гората край селото се предполага, че съществуват и други паметници на мегалитната култура, тъй като изпод земята на места се виждат частично затрупани от пръст скали с особена, непривична форма.
В землището на село Белеврен са открити два долмена – единият от мегалитните паметници е разположен северозападно от селото в местността Лозята, а другият е разположен североизточно, върху билото на хълм в местността Киряк Стоянова/Стефчова къшла.
Долменът от местността Лозата е с повредена покривна плоча запазена само при главната камера и вероятно отместена отдавна. Изцяло са запазени лицевите плочи на двете камери, като двата отвора на плочите преди камерите са типични за този район на Тракия. Всичките плочи са добре обработени. Едната надлъжна стена на предната камера е пукната. Долменът е археологически проучен от екип с научен ръководител Даниела Агре.
При долменът от местността Киряк Стоянова/Стефчова са покрити и двете камери, но покритието на дромоса не е запазено. Непокътната е лицевата плоча на главната камера, а от лицевата плоча на предната камера е запазена само основата със следи от отвора. Плочите използвани за стени и капаци са сравнително грубо обработени, но двете лицеви плочи са били много добре полирани при осъществяването на градежа.

### Мегалити в област Пазарджик
Мегалитни светилища Скумсале, Кулата и Качулата (гр. Стрелча)

Около Стрелча са разположени няколко местности от особен интерес за учените, тъй като концентрацията на мегалитни археологически обекти е изключително наситена  –Скумсале, Кулата, Качулата и Пастолов камък са сравнително близо. Проучванията на обектите се извършени под ръководството на доц. д-р Алексей Гоцев, помощник-ръководител е Николета Петкова – докторант в ЮЗУ „Неофит Рилски“. Консултант на екипа е проф. Васил Марков, д-р Алексей Стоев директор на филиала ИКСИ – БАН Стара Загора, доц. Д-р Деян Вангелов от СУ „Климент Охридски“.
Археологическият обект Скумсале е разположен на билото на водоразделен рид, ориентиран в посока север-юг, с наклон в южна посока. Обектът представлява комплексен паметник с впечатляващи размери – дължина 1300 m, широчина 600 m, който се състои от многобройни, последователно разположени изолирани скални групи (масиви или скални откоси), които се издигат и доминират над околния терен. Всяка от тях е „приобщена“ към паметника по различен начин, като са оформени скални арки, трон, пиростии, скални площадки, скално-изсечено яйцевидно оформено съоръжение и др. Според научния екип изследвал обекта данните за човешко присъствие в местността датират от IV пр. Хр. и II в. сл. Хр., което вероятно означава, че светилището е било ползвано в много продължителен период от време.
Мегалитният комплекс в местността Кулата е сравнително малко като територия, но наред с хоризонталните кръгли вкопавания на обекта са регистрирани и множество скално-изсечени вертикални ниши, които са характерни за Източните Родопи. Същинската част на светилището е концентрирана върху голям скален блок. Сравнително малко по размери, то впечатлява с архитектурните си решения. От северната му страна е разположено голямо вкопаване, което има формата на „казан“. Пред него е оформена мегалитна „пиростия“. Скално изсечена арка, оформена от един монолит, е единствената от такъв тип на територията на гр. Стрелча. Кулминацията на светилището е скален трон, поставен върху две игловидни скали, с приблизително кръгла форма. Източната му част е оформена като своеобразна седалка, от която може да се обхване с поглед целият южен хоризонт на 180°, като в далечината има видимост към склоновете на Родопите и Рила. Интересен е фактът, че тронът както и арката са ориентирани към изгрева на пролетното слънце, което доказва, че мястото е служело за провеждане на езически ритуали, свързани с възраждащата се природа. На север пътеката се разширява в площадка, която стъпаловидно слиза към подножието на масива. Площадката и околните скали са осеяни с вкопавания с правилни форми, които без съмнение са с изкуствен произход.
Мегалитите в местността Качулата са подредени така, че точно на 22 юни – денят на лятното слънцестоене, през един от процепите в скалите да се вижда изгревът на Слънцето.

### Мегалити в област Кърджали
Територията на област Кърджали е една от най-наситените с подобни обекти – преобладават скално изсечените светилища, около които са разположени скални трапецовидни ниши, пещери, олтари, шарапани и някои от най-значимите праисторически археологически обекти на територията на България – като Скално-култовият комплекс край с.Татул, Харман Кая,Перперек, Скално-култовите комплекси Орлови скали (край гр.Ардино), Костенурките (край с.Фотиново), Ковил (край едноименното село), Скално-култовият комплекс край село Бенковски, Пещерата – утроба „Тангардък кая“, и значителен брой комплекси от трапецовидни ниши издълбани в скалите на територията на Източните Родопи. Сред най-значимите обекти на територията на областта са:
Скално-култовият комплекс Кая башъ край село Татул се състои от древно езическо светилище, където централното и най-високо място на скалния връх заема гроб с ориентация изток-запад, всечен в масивна канара, издялана като пресечена пирамида. На южната страна на величествената скала е издълбан друг подобен саркофаг, разположен в полусферична ниша. Нишата е покрита с арковиден издялан в камъка свод. Към пирамидата води изсечено в скалите стълбище, състоящо се от осем стъпала. По съседните канари са оформени култови площадки, стъпала към тях, ниши, системи от улеи и басейни. Предполага се, че светилището е служило и като своеобразна обсерватория за наблюдения на изгрева и залеза на слънцето.
Скално изсеченото светилище Харман Кая край село Биволяне е регистрирано още през 1941 г. от проф. Васил Миков. Култовият обект е изграден на невисоко плато около естествена малка пещера. Пред нея по повърхността на терена е открито голямо струпване от керамични фрагменти, които датират от епохата на късния Енеолит до I-II век сл. Хр. Във вертикалната скала до входа на пещерата, на юг, са издълбани трапецовидни ниши и олтари. В подножието на платото има още една карстова пещера, където са открити следи от обработка. В пещерата се е влизало през процеп между скалите, допълнително обработен като вход, който е бил затворен с врата, чийто праг и жлебове личат в скалите. Към светилището са изградени две площадки. Първата е с овална форма и наклонена леко на север, с шест оформени концентрични полукръга. В скалата, в западния край на площадката, е издълбан трон, който е обърнат на изток-североизток. Втората площадка е с почти кръгла форма с лек наклон на юг. В северния край на тази площадка също е издълбан трон, обърнат на североизток.
Археологическият комплекс край село Ковил е разположен на огромна площ. Предполагаемата му територията надхвърля няколкократно тази на светилищата при Перперек, Белинташ и Глухите камъни. Разпростира се на километри по билото в местността Белите камъни, между селата Ковил и Джанка. Според някои източници светилищните центрове са девет на брой, без да е ясен критерият на тяхното разграничаване.
Комплексът е частично теренно проучван в периода 1991 – 1993 г. от доц.Георги Нехризов и Георги Кулов. Проучваният фактор е разположен на открояващ се бял скален венец (вулканични туфи) върху билото на каменист хребет. На билото в скалите са изсечени множество съоръжения с култово предназначение, жертвеници, улеи, както и големи, добре запазени шарапани и ниши. Под него има сводообразни пещери, в някои от които се забелязват следи от човешка намеса. Откритият по билото керамичен материал се определя от Енеолита, късната Бронзова и ранната Желязна епоха.
Некрополът от долмени край с. Черничево се намира в местността „Хамбар дере“. Мегалитните обекти са датирани към края на II – началото на I хил. пр. Хр. и се предполага, че са били гробни съоръжения. Градени са от вертикално поставени каменни плочи със страничен отвор в късата страна. Долмените са общо 7 на брой, от които 4 са по-добре запазени. В района на некропола са открити фрагменти от керамика и колективна находка от бронзови монети на Маронея (IV в. пр.н.е.).
Според Георги Кулов черничевските долмени са били седем, но до днес в приемливо (различимо) състояние са само четири. Не са големи, вероятно всичките са били еднокамерни с дромоси, ориентацията им е различна. Могили практически не са запазени. Капаците са отдавна отхлупени и повечето натрошени. При един долмен е запазена лицева плоча със странично разположен отвор – рядък случай за България, но той има аналози в долмени по гръцките склонове на Източните Родопи. Такава компактна група от долмени, не е регистрирана на друго място на територията на България.

### Мегалити в област Перник
На територията на област Перник са разположени малки по своя мащаб мегалитни обекти, но изключително интересни от научна гледна точка самотни аналози на скално-изсечени паметници, чиято концентрация е характерна за други зони на разпространение на подобни археологически обекти в България и света.
Един от най-интересните от научна гледна точка е праисторическият храм-кладенец, открит в местността Пусто гърло (край село Гърло) на северния дял на Гребен планина, под връх Кула през 1972 г. от археологически екип с научен ръководител проф. Д-р Димитрина Митова-Джонова, която датира съоръжението в XII век пр. Хр (късна Бронзова епоха).
Особен интерес представлява строителната техника застъпена при изграждането на храма. При входа на толоса и при покритието му са застъпени арка и полусферичен купол, изградени на натисковия принцип, като това е най-ранното им изграждане на Балканския полуостров и в Европа. Въз основа на тях и на обемно-плановото му решение той намира пряка връзка с протосардинската култура нураги и с предноазиатската култова архитектура. Гърленският храм-кладенец е единствен представител на прото-сардинската култура „нураги“ в България и представлява особен научен интерес. Кладенецът е единствето по рода си мегалитно съоръжение от подобен тип на Балканския полуостров.
Мегалитно култово съоръжение Чуряк (в едноименната местност край град Брезник) е друг нехарактерен археологически обект за географския регион на разпространение на т.нар. „соларни дискове“. Обектът е разположен на източния склон на планината Брезнишко Бърдо, върху скален масив, обърнат към изгрева на слънцето, сега обхванат от гора, където са изрязани около десет на брой каменни кръгове/барабани. Предназначението на тези каменни съоръжения е неизяснен с категоричност. Направеният петрографски анализ на скалата изключва употребата на кръговете за воденични колела или за точила. Като хипотеза проф. Митова-Джонова поставя интерпретирането им като култови съоръжения, свързани със соларния култ. Каменните съоръжения се намират в близост до мегалитния храм-кладенец в село Гърло; светилищата от село Парамун (които са почти напълно разрушени) и до големите религиозни християнски комплекси от Брезнишко Бърдо (гр.Брезник), а религиозния синкретизъм не се изразява само в иконография и архитектура, но и в местностите – свещените места винаги са почитани и при всички периоди над тях се изгражда култово съоръжение. 
Сред слабо проучените мегалити на територията на област Перник са: Скалните светилища при Голяма и Мала Гарваница край село Берайнци; скалната църква Света Петка при квартал Барици на град Трън; Царева църква край село Зелениград; Скалното светилище Гарванов камък на едноимення връх на Гребен планина край село Врабча; Скалното светилище Криви камък на едноименния връх между селата Дивотино и Люлин; Скалното светилище Вран камък край село Враня Стена; Тракийската култова крепост Прокопие край село Завала, Мегалитните кръгове в местността Чуряк на Брезнишко бърдо край град Брезник; Маркова стъпка край село Кралев дол; Мегалитното съоръжение Генин чукар край село Лобош, Менхирът Побит камък край село Мурено и Скалното светилище на връх Свети Петър разположено в южния дял на Ерулската планина край село Долна Секирна.

### Мегалити в област Пловдив
На територията на област Пловдив са съсредоточени голям брой мегалитни паметници, някои от които са съсредоточени едни най-известните и сравнително добре проучени на територията на страната. Обектите на територията на областта са съсредоточени главно по билата и хребетите на Югозападна Стара планина и северната част на Родопите. Сред най-значимите мегалити на територията на Област Пловдив са:
Беланташ (Белинташ) е древно култово средище използвано от местните древнотракийски племена, като убедително е доказано, че светилището е изградено през Енеолита. Същността и предназначението му все още не са напълно изяснени. Според някои траколози, това светилище е било изградено от племето на бесите и е било посветено на бог Сабазий. Името му означава „Белият камък“ и идва от прилагателното „бял“, което благодарение на тройното членуване в родопския диалект се произнася „белиън, белън“ и турцизмът „таш“ (камък).
Белинташ е едно от най-големите и най-известните мегалитни светилища на територията на България – дължината на скалната площадка е около 300 m, с надморска височина 1225 m. Намира се на 30 km югоизточно от Асеновград в Добростанския планински масив, във високопланинската част на Родопа планина. Скалното плато е дълго около 300 метра и широко около 40 m, височината му е 50 m.
Според проф. Валерия Фол, Белиташ е един от най-ярките примери за многофункционално светилище, което е служело за общение с природата по време на годишните цикли. 
Мегалитното светилище Караджов камък е разположено между две канари на високо скално плато (1448 метра надморска височина). Огромният скален къс е заклещен между две канари под лек наклон, което създава илюзията, че всеки момент може да се търкулне надолу. Скалният феномен се намира на територията на древнотракийско мегалитно светилище разположено между селата Мостово и Сини връх (Централни Родопи).
Скално плато под мегалитния колос е с дълго 400 метра. Достъпът до него е възможен само откъм югозападната страна. Проходът под Караджовия камък служи за вход към самото скално плато. Самият отвор под мегалита е с височина 20 метра, а ширината му е около 3 метра. Извършените на място археологически проучвания доказват, че светилището е изградено през Ранножелязната епоха (VII – VI в. пр.н.е.). През този период са били издълбани в скалата сакралните ями и улеи, където древните са полагали съдове и течности или са палели огньове. По-късно светилището е използвано през III – IV век сл. Хр. – намерена е керамика, изработена на грънчарско колело, и монети от времето на римския император Юстиниан I (управлявал в периода 527 – 565 г.).
Кромлехът в местността Турската куля (край село Мостово) е разположен в близост до Тополовския проход, на югозападната страна на върха Турската Куля, където е изграден мегалитният кръг с диаметър 15 m. За градежа са използвани масивни каменни блокове с правоъгълна форма, побити в земята около ниска скала. Най-добре запазена е западната страна на обекта, където са запазени десет от каменните блокове. Несъмнено мегалитният обект е свързан с близките светилища (Белинташ; Ин Кая; Хайдут Кая и Караджов камък). 
Крепостта Щуда града край село Ситово и светилището разположено на територията ѝ не са били официално изследвани от българската археологическа наука. Предполага се, че до твърдината е водел стар римски път, а укреплението е било синхронично на намиращо се наблизо селище. Трудно може да се говори за точно датиране на възникването и изграждането на крепостта и светилището, вероятно крепостта е била активна през Бронзовата и Желязната епохи. В сферата на хипотезите е, че тракийското племе Беси е изградило крепостта, за което се знае, че са обитавали този район на Родопа планина в древността и Късноантичната епоха.
Т.нар. „Ситовския надпис“ се намира на 1 km разстояние от местността Щуда града. Много вероятно е надписът да е синхроничен на крепостта, светилището и селището. Надписът е изследван неколкократно след официалното му откриване през 1928 г., но никой от изследователите му не е могъл категорично и убедително да защити теориите си относно тълкуването на изсечените руни в скалите край село Ситово.
През 1893 г. българският етнограф и фолклорист Стою Шишков прави описание на с. Ситово, в което споменава, че непосредствено след селото на 30 минути разстояние се намира „стръмнината Щута града“, за която има разни предания от старо време, за много големи каменни пещери и издълбани в скалите „образи на человеци и на други животни, изписани даже в целия им образ, като например змия изписана, человек и други такива“
- Чолакова могила (с. Старо Железаре)

Кромлехът е открит и археологически проучен през 2002 г. от Георги Китов. Mегалитният паметник е уникален е с това, че е бил затрупан под могила. Никъде не се съобщава за каквито и да е находки в центъра на кръга. Китов нарича находката астрономическа обсерватория, макар че мегалитното съоръжение е класически, образцов кромлех. Смущаващ при подобно тълкуване е фактът, че то е било изцяло затрупано под могила. До разкриването ѝ, тя изобщо не е била пострадала от ерозията също както не са били пострадали могилите над храмовете и гробниците от тракийския разцвет, разкрити край Старосел, Стрелча, Казанлък и Шипка. Могилите стават типични за Древна Тракия едва през класическото тракийско време VI-II в. пр. Хр., а кромлехите са с поне 5 – 10 века по-ранни обекти. Така че не е изключено кромлехът при Старо Железаре да е бил построен като открито съоръжение с неизвестно предназначение доста по-рано, а в посочения период само да е бил затрупан по също така неизвестни причини.
- Мегалитни светилища Каменица, Гарванов камък, Алексица, Уйов камък, Сборови грамади (Същинска Средна гора)

В района на Същинска Средна гора са разположени владетелската резиденция при връх Кози Грамади и Тракийският култов център край Старосел, като при при теренни наблюдения между 2002 г. и 2012 г. са регистрирани различни по вид археологически паметници (крепост, владетелска резиденция, скални светилища, могилни некрополи, кариери за добиване на строителен материал, неукрепени селища, пътни артерии). Тези археологически обекти не стоят изолирани от паметниците, разположени в землището на с. Старосел (Четиньова могила и Могила Хоризонт).
През Късножелязната епоха в околностите на днешното село е бил разположен селищен микрорайон, чиято приблизителна площ е 30 кв. km. Границите му са очертани на географски принцип и концентрацията на археологически паметници. На запад той граничи до масива на Панина могила до Маньов дол; на север – връх Калето и местността „Каменица“; на юг – Гарванов камък и Рошавата могила; на изток – долината на р. Кошовица. (Tази територия става известна на археологическата карта на България благодарение на проучения от покойния вече български археолог д-р Георги Китов тракийски подмогилен храм в Четиньова могила – известен като „Тракийски култов център Старосел“, който се явява като най-големият в Югоизточна Европа.)
Връзката между обектите в района на връх Кози грамади и тези, разположени в землището на с. Старосел, са паметниците локализирани в местностите Брезина поляна и тези, разположени около туристически комплекс Бяло камъне. Доц. Иван Христов е доказал наличието на пътна връзка между подмогилните храмове и гробници от двете страни на Стара река, скалните светилища на Каменица и Марков камък със светилището и резиденцията на връх Кози грамади. Синхронното функциониране на повечето монументални паметници (подмогилни храмове и представителна постройка във владетелската резиденция на връх Кози грамади) е предпоставка за учените изследвали обектите да ги включат археологическите обекти на връх Кози грамади към големия селищен микро район разположен между реките Красновска и Кошовица.
Скалното светилище Гарванов камък се намира западно от Тракийския култов център Старосел. Около култовото място са открити много фрагменти от керамични предмети. Според покойния български археолог д-р Георги Китов светилището на връх Гарванов камък е принадлежал към древнотракийския култов център Старосел, който е разположен върху площ с неправилна форма и диаметър около 10 км. като включва и скалните светилища – Уйов камик (уникален фалосовиден менхир разрушен от иманяри), Провиралището Момини скали в местността Каменица, Пейчова могила, светилището на връх Кози грамади и няколко десетки могилни насипа, изградени върху свещени хълмове.
Светилището на връх Сборови грамади е разположено на 500 m югоизточно от владетелската резиденцията разкрита на връх Кози грамади и представлява дълъг скален масив и тясна, широка на места до 1 m, билна част. На връх Сборови грамади древните траки са практикували обреди свързани с ритуалното разтрошаване на керамични съдове и поднасянето на дарове от дребни предмети. При теренни обходи през 2011 г. на
самия връх и всички стръмни склонове е събран фрагментиран керамичен материал датиран основно за Ранножелязната епоха. Концентрацията на керамични фрагменти е основно в най-високата част на западните
и северни склонове. Обектът има визуална връзка с храма при Четиньова могила, резиденцията на връх Кози грамади и некропола при връх Фенера. Проучването и публикуването на обекта е осъществено от археолозите доц. Иван Христов и Венета Ханджийска-Янкулова.

### Мегалити в област София
Скално-изсечените и мегалитни археологически обекти на територията на област София са едни от най-слабо проучените.
Скалното светилище посветено на Сабазий е разположено на Петров кръст – най-високият връх на Чепън планина. При теренни проучвания са регистрирани две на брой котловидни ями, които са ползвани за култови обреди и ритуали. Самото светилище е оформено в скалата до върха, където е издълбана правоъгълната основа с размер 13 на 5 m. На територията на светилището е намерен паметен надпис, според който надграденото през Античността култовото средище е издигнато от войник на име Аврелий Местриян. Надписът се съхранява в НАИМ при БАН. Съществуват данни, че светилището е използвано продължително, чак до периода на османското владичество. Непосредствено до светилището през Средновековието е изграден Драгоманският „Петропавловски манастир“, което свидетелства за религиозен синкретизъм, често наблюдаван в българските територии след приемането на Християнството.
Мегалитното светилище Ел Шадай над квартал Бистрица, се намира в полите на планината Витоша и е изградено около половина на II хил. пр. Хр. от тракийското племе Серди. Светилището е посветено на Бога Слънце. Представлява характерни скали, върху които се наблюдават т.нар. „жертвени ямички-олтари“, ползвани в култови обреди. Името „ЕлШадай“ е дадено на светилището от последователите на Петър Дънов.
Скално светилище Гарван камък (при село Нови хан) се състои от две забележимо по-големи скални ансамбли и множество малки скали, разположени в подножието им. По-високата западна скала има по-масивна и цялостна структура, докато малко по-ниската източна се състои от няколко разпръснати скали, между които има сравнително обширно и равно пространство. През 1966 г. светилището е включено от Комитета по култура и изкуство в списъка на паметниците на културата в Софийски окръг под № 59 (№ 26, бр. 35 на Държавен вестник, 1966 г.).

## Мегалити в област Стара Загора
Мегалитът над село Бузовград (Врата на богинята Майка/Вратата на Слънцето) при село Бузовград е древно светилище от времето на късния Енеолит и началото на Бронзовата епоха. Намира се по северните склонове на Сърнена Средна гора в близост до село Бузовград, община Казанлък.
Мегалитът е изграден на скалисто възвишение, наричано от местните хора Буба кая (Бащин камък). До него се стига по маркирана туристическа пътека. От мегалитната врата се открива хоризонт на юг, запад и север. Възвишението, на което е издигната мегалитната врата е с надморска височина 554 m и е последното от Сърнена гора, което доминира над Казанлъшката долина. На най-високата точка на възвишението се издига скална формация.
Мегалитната врата е ориентирана приблизително по линията изток – запад. Югоизточно от мегалита, е дооформена част от основната скала като „трон“, чийто фронт за наблюдение е разположен главно в посоката запад, северозапад.
На обща площ от около 800 – 1000 кв. м освен мегалитната врата могат да се видят и следи от други мегалити и обработени скали. Археоастрономическите изследвания на обекта показват, че между 1800 и 1600 г. пр. Хр. слънчевият диск в дните на лятното слънцестоене слънчевият диск е залязвал точно в отвора на мегалитната врата, след което се е скривал за връх Триглав на Стара планина. В днешно време залезът на дискът на залязващото слънце макар и с леко отклонение също може да бъде видян в отвора на мегалитната врата."
В непосредствена близост до „Врата на богинята Майка“ е разположена и мегалитната формация Бащин камък (Буба кая) – съоръжение с формата на фалос, вероятно служело за наблюдаване залеза на Слънцето по време на лятното слънцестоене. Археологическите изследвания показват, че то е използвано в периода 1800 – 1600 г. пр.н.е. и е използвано за астрономически наблюдения и поддържане на календара. Предполага се, че светилището Бащин камък е обслужвало тракийският соларен култ.

## Мегалити в област Хасково
Мегалитни паметници от тракийска и прототракийска древност на територията на област Хасково са съсредоточени главно на територията на Източните Родопи и територията на Община Минерални бани, които са най-богатата на Балканския полуостров зона на разпространение на подобни скално-изсечени паметници. Въпреки че повечето от тях не са изследвани подробно, значителна част са описани и са картотекирани от Института по археология към БАН. Сред най-значимите са:
Скално изсеченото светилище Глухите камъни край село Ефрем, което е във фокуса на археологическите проучвания вече 35 години. То обхваща няколко големи скални масива, в които са издълбани трапецовидни ниши. В подножието на един от масивите е оформена и погребална камера, като в самата скала е издълбано и скално легло, както и малка ниша до него. В скалния масив, който се намира откъм източната страна на светилището има изсечени стъпала, които оформят стълба, която води към върха, където в скалата е издълбан малък басейн.
Първите изследователи на обекта са братя Херман и Карел Шкорпил, които били много впечатлени от изсечените в скалата ниши. Сериозните научни изследвания на терена започват през 1975 г., когато експедиция ръководена от проф. Александър Фол описва и анализира обекта. Проф. Фол свързва светилището с подобните обекти на територията на Древна Фригия (Мала Азия).
По обекта в последните няколко години работи екип ръководен от археолога доц. д-р Георги Нехризов от БАН. По разкопаните пластове, които датират от ранножелязната епоха до Средните векове екипът на доц. Нехризов откри доказателства за поселение и живот на обекта още от V-IV в. пр. Хр. През 2009 г. доц. Нехризов окончателно установява, че на светилището е имало значимо тракийско присъствие в края на II и през I хил. пр. Хр.
Скално-култовият комплекс край село Ангел войвода е един от най-големите в България и е със статут на Паметник на културата от национално значение. Светилището се намира върху скалист връх‚ известен под името Асара. По билото на върха личат следи от мощна крепостна стена, а по скалите са издълбани над 50 трапецовидни ниши. При подхода към височината е оформен скален басейн с трапецовидна форма и заоблени ъгли, който вероятно е служил за жертвеник. В най-високата част, на три от зъберите, са изсечени култови съоръжения. Върху най-източното е оформен гроб, до който водят пет стъпала. Не е проучено дали това е гроб на реално съществувала личност или кенотаф (символичен гроб). В непосредствена близост, в подножието на скалата е врязан голям, неправилен четириъгълник, в центъра на който има полусферична вдлъбнатина.
Кромлехът при село Долни Главанак представлява древно мегалитно съоръжение от ранножелязната епоха (VIII-VII век пр. Хр.)). Обектът е открит през 1998 г. от доц.Георги Нехризов. Съоръжението е изградено от 15 пирамидални камъка, подредени в приблизителна окръжност. Археологическото проучване на кромлеха показва, че е изграден през втората фаза на раната Желязна епоха и е функционирал дълъг период от време – религиозни обреди са били извършвани продължително, като на мястото са открити и находки и от Средновековието.
Слънчево светилище Палеокастро се намира на северните склонове на Сакар планина между Тополовград и село Хлябово, на около 3 km западно от града. Светилището носи името на древната тракийска крепост Палеокастро. В самата крепост се издигат високи скали, които образуват на върховете си верига от зъбери, обърнати с едната си дълга страна към изток. Поради това цялата източна дължина на скалистата верига изложена сутрин на лъчите на изгряващото слънце. По всички страни на тази страна са изработени над 150 дискове моделирани в скалите по хребета. Някои от дисковете са изпъкнали и стърчат над повърхността на скалата, други са вдлъбнати на приблизително същият размер в дълбочина. Могат да се видят и вписани един в друг дискове. Всички дискове издълбани в скалата се огряват от утринното слънце. Какво е приложението на издълбаните дискове остава загадка за археолозите. Никъде другаде на територията на България не се срещат подобни конфигурации от издълбани дискове, както на Палеокастро.
Скално-култови обекти в община Хасковски минерални бани са разположени на неголямо разстояние един от друг са локализирани няколко скално-култови обекта, съсредоточени по протежението на рида Мечковец, които никога не са били археологически проучвани. Mестността Пожарището е разположена на хълм южно от село Брястово (непосредствено до шосето за хижа Аида), където са разположени множество скални образования с издълбани по тях ниши и улеи, включително и две отлично запазени шарапани; на югоизток местността граничи с Аврамов камък, където броят на скалните култови обекти също е голям; Гарваница е едноименният скален връх, който също е доминиран от множеството скални образувания, където се наблюдават голям брой жертвеници, скални изсичания, менхири и улеи; на север и северозапад от Граваница са разположени местностите Дидьоу, Градушката църква и тракийските крепости Голямо и Малко градище, които са били обитавани още през Желязната епоха; хълмът Каракая (разположен южно от Банска чука) е доминиран от сивочерна широка и плоска скала, която е леснодостъпна, където се наблюдават множество изкуствено изсечени вдлъбнатини с различни размери, които местните жители наричат „легенчета“; „Стъпка на Богородица“ е разположена на територията на Минерални бани (на около 5 m. от първия минерален извор) и представлява древен саркофаг дълбок около 1 m. с широчина 0,75 m. изсечена в естествена скала. (Предполага се, че шарапаните в местностите Кара кая, Гарваница, Пожарището, Аврамов камък са свързани с култа към бог Сабазий (Дионис).
Скално-култовите обекти в община Хасковски минерални бани за пръв път са публикувани и разгледани от краеведката Яна Манолова в книгата „Древните хора по чуки и градища в североизточни Родопи, част 1: Мечковец“
На територията на област Хасково в землището на село Хлябово се намира най-голямата концентрация на долмени, не само в Сакар планина, но и в цялата зона на разпространението им. Първите им изследователи – Братя Шкорпил съобщават за 75 долмена на територията на землището на селото. Един от първите български археолози – Георги Бончев, който обхожда землището на селото още по-внимателно след експедицията на Шкорпил описва 100 долмена. 
През 1973 г. научна експедицията ръководена от проф.Иван Венедиков и проф. Александър Фол документира в землището на селото едва седем долмена в местностите Бялата трева, Пейов кладенец (Манов баир), Голям рът (Нъчеви чаири), Ивджика, Гердемското кули и Герена.
Плевунският долмен е с изключително сложен архитектурен план, непознат за проучените подобни съоръжения на територията на България. Вероятно изградено около V век пр. Хр. през късната желязна епоха. Планът му е близък до градените от обработени камъни тракийски подмогилни гробници. Обектът е проучен от доц. Георги Нехризов. Съоръжението е с ориентация изток-запад, като т.нар. отвор се наблюдава на източната страна. Състои се от голяма гробна камера, преддверие и предгробна камера, всички с правоъгълен план. Общата му дължина е 7,50 m, което го прави най-дългото мегалитно съоръжение от подобен тип на територията на България.

## Мегалити в област Шумен

### Девташлари край Плиска
Групата менхири, разположена източно от с. Царев брод, е оцеляла до наши дни във вида фотодокументиран от Карел Шкорпил през 1905 г. в документалното приложение към сборника „Абоба-Плиска“. Менхирите са избегнали съдбата на много други, които са били натрошавани за нуждите на строящи се пътища или за поставянето на железопътни релси.
Всичките менихири са еднотипно вретеновидно оформени. В горната си половина обикновено са леко заострени, а долу са с по-голям диаметър 0,5 – 0,7 м. Най-вероятно са били побити в земята, като дължината им е била около 2.5 m. 
Девташларите са едни от най-загадъчните паметници на територията на България. Изграждането им често се отнася към ранното Средновековие, за което обаче няма научен консенсус. Според проф. Рашо Рашев намиращите в близост до менхирите два антропоморфни балбала („каменни баби“) са къснономадски (датирани от XII в. сл. Хр.) поменални паметници, които са били изградени от куманите.
Със сигурност мегалитните обекти са били свързани с погребалните обичаи и ритуали на прабългарите, но много е вероятно тези паметници да са много по-стари и да са били заварени на място от преселниците. 

## Мегалити в област Ямбол

### Мегалитно светилище Зайчи връх (с. Кабиле)
Дългогодишните археологически проучвания на акропола на античния град Кабиле, разположен на източната скалиста част на възвишението Зайчи връх разкриват, че основните му съоръжения са концентрирани около скално-изсечен паметник в основната скала. Двуглавият скалист връх доминира над местността и е единственият, който се извисява в Ямболското поле. На самия връх скалите са подравнени и обработени, като в тях са издълбани две взаимно перпендикулярни траншеи с променлива дълбочина.
По-късният топоним на селището е Dampolis/Diampolis като коруптела на Diospolis. Проф. Александър Фол изказва хипотезата, че Diospolis, т.е. „град на Зевс", е превод-означение на почитането на върховен мъжки бог, който най-вероятно е Сабазий, заради възможната етимология Kab-/Sab- в корена на името Cabyle. Втората съставка на топонима –yle дава възможност за тълкуване „свещена дъбрава", т.е. името Cabyle да означава „свещена дърбава на Сабо", на Сабазий. Това тълкуване се подкрепя от скално-изсеченото светилище на върха, функционирало през II-I хил. пр. Хр.
Паметникът по всяка вероятност е много по-древен от античното селище, което е превърнато в археологически резерват. Много автори са писали за ролята на акропола като свещено място и връзките между него и намиращия се в подножието му град. Според проф. Велизар Велков това е най-древното светилище – скала с релефно изображение на Великата майка на боговете (Кибела), по късно Артемида седнала върху лъв.
В скалните блокове на възвишението са изсечени улеи и ниши, вероятно свързани с религиозен ритуал, свързан със слънчевия култ при траките. През 1986 г. българският астроном Димитър Съселов публикува своя хипотеза за възможно астрономическо използване на Скалното светилище Зайчи връх.

### Слънчевото светилище с. Мелница
Светилището се намира на около 3,5 km югозападно от с. Мелница, община Елхово. Представлява продълговато хълмисто възвишение с обща ориентация северозапад – югоизток, увенчано с гребен от невисоки скали. Хребетът е между две дерета, които се съединяват в северозападния край на скалния венец. След слива дълбокото дере отвежда в посока към р. Тунджа. В най-високата част на възвишението в четири групи скали, отдалечени на около 150 – 200 м една от друга, са изсечени скални дискове с различен диаметър и дебелина. Скалните групи са с различна конфигурация и височина и се извисяват различно над околния терен. От югозапад скалите са почти отвесни, а от североизток склона е полегат и те са достъпни. Дисковете са изработени от към североизточната страна на скалите, която се огрява рано сутрин от лъчите на слънцето. Най-голямата концентрация от дискове са местностите „Мирчоловите камън“, „Мочуковите камъни“ и Кюстерлъка.
Слънчевите дискове са разположени на различна височина върху скалите. На места югозападно от основните групи скали, доста по-ниско под тях по склона, се намират други малки групи скали, върху които също са моделирани слънчеви дискове, но за да се видят от наблюдателя той трябва да се намира върху най-високата точка на съответния скален масив. Освен скалните дискове на някои места личат преднамерено изрязвани в скалите скални площадки пред тях, както и правилно оформени в скалите ями, като дълбочината им не може да се уточни без археологически проучвания, тъй като са запълнени отчасти с наносна почва, като в някои от ямите са прорасли и храсти.